# Ganymed (gruppo musicale)
Ganymed è stato un gruppo musicale austro-tedesco fondato nel 1977 e sciolto nel 1983 che si inseriva nei filoni della space disco e dello space rock. 
Come altre band appartenenti allo stesso genere musicale, si presentavano in pubblico vestiti con abbigliamento "spaziale" e spesso con maschere che li rappresentavano come extraterrestri.

## Storia
Gerry Edmond incominciò la sua carriera a Vienna nel 1966 nella giovane band austriaca The Events (Anton Gegner – batteria, Heinz Hummer – basso, Leopold Birsak – chitarra elettrica, Gerry Edmond – chitarra elettrica/voce). Nel 1969 il gruppo si sciolse e Gerry Edmond si trasferì insieme a Kurt Hauenstein (Supermax) in Germania. Lì i due si separarono dopo qualche tempo; sviluppando la propria identità musicale in modo originale, Gerry Edmond tornò nel 1977 a Vienna, dove fondò la band, composta da Yvonne Dory, Rudolf Mille, Gerhard Messinger-Neuwirth, Ernst Nekola-Hefter, ai quali si aggiunse Daniele Prencipe l'anno successivo.
Nel 1978 i Ganymed pubblicarono il loro più grande successo, il singolo It Takes Me Higher, che raggiunse il quinto posto nelle classifiche austriache per quattro settimane e il n. 23 nelle classifiche tedesche. Nello stesso anno uscì il loro primo album, Takes You Higher, che si classificò al sedicesimo posto per dodici settimane, e un altro singolo, Saturn.
Il 1979 vide l'uscita del loro secondo album, Future World. Nel 1980 pubblicarono il loro terzo e ultimo album, Dimension No. 3, che rientra nel genere Adult contemporary, oltre a due singoli: Money Is Addiction (Of This Crazy World) e Bring Your Love To Me.
In occasione del loro ultimo concerto, nel 1981, Falco suonò il basso per il gruppo, che si sciolse ufficialmente nel 1983.
Il loro singolo di maggior successo, It takes me higher, è stato utilizzato in Italia come sigla del cartone animato giapponese Gaiking il robot guerriero, contrariamente a quanto avveniva con gli altri anime in cui si realizzava una sigla ad hoc.

## Formazione
Il gruppo era formato da:
- Gerry Edmond (vero nome Edmund Gerhard Czerwenka) usava lo pseudonimo "Kroonk" – voce solista, chitarra elettrica, tastiere, sintetizzatore, programmazione
- Yvonne Dory (vero nome Doris Yvonne Czerwenka) pseudonimo nel gruppo: "Pulsaria" – voce
- Rudolf Mille, pseudonimo nel gruppo: "Vendd" – tastiere
- Gerhard Messinger-Neuwirth, pseudonimo: "IZL" – basso, tastiere
- Ernst Nekola-Hefter, pseudonimo: "Cak" – drum machine, percussioni, tom-tom elettronici, programmazione
- Daniele Prencipe, pseudonimo: "Suk", apparso solo in It Takes Me Higher – tastiere

## Discografia

### Album
- It Takes Me Higher (1978)
- Future World (1979)
- Dimension No. 3 (1980)
- It Takes Me Higher (ristampa su CD, 1993)
- Future World (ristampa su CD, 1993)

### Singoli
- Takes You Higher (1978)
- Saturn/Music Drives Me Crazy (1978)
- Dancing in a Disco (1979)
- Money Is Addiction (Of This Crazy World) (1980)
- Bring Your Love To Me (1980)
- Music Takes Me Higher – The Ganymed Mixes (1999)[3]